# Biserica și Comunitatea Evanghelică din Craiova
Biserica Evanghelică din Craiova a fost construită între anii 1870-1872 în stil neorenascentist de către arhitectul Lindhorst. Este cea mai veche biserică protestantă a Olteniei. Comunitatea credincioșilor evanghelici din Craiova s-a format pe la jumătatea secolului al XIX-lea, când protestanți de diferite etnii: germani (sași, austrieci, prusaci, germani din Rusia) și englezi s-au stabilit temporar sau definitiv în oraș. 
În mai 1861 Comunitatea Evanghelică din Craiova trece sub oblăduirea Oficiului Prusac pentru Culte. Statul Prusian se obliga să se îngrijească de buna funcționare a școlii și a parohiei precum și de salarizărea angajaților. În anul 1881 comunitatea înființează Școala Confesională Evanghelică aflată în spatele bisericii. La acea dată, numărul elevilor era de 131, iar cel al cadrelor didactice de patru, trei învățători și pastorul comunității. Școala a funcționat până în anul 1945, când a fost desființată de către comuniști. Comunitatea Evanghelică Lutherană Craiova este membră a Bisericii Evanghelice din România. 
Numărul actual al credincioșilor evanghelici din Craiova este de 34. Serviciul Divin este oficiat în prima Duminică a fiecarei luni și la praznicele împărătești de către pastorii și capelanii Consistoriului Districtual Evanghelic C.A. Sibiu.
Biserica este situată pe "Calea Unirii" nr. 13 și a fost declarată monument istoric și muzeu.